# Světové dny mládeže 1997

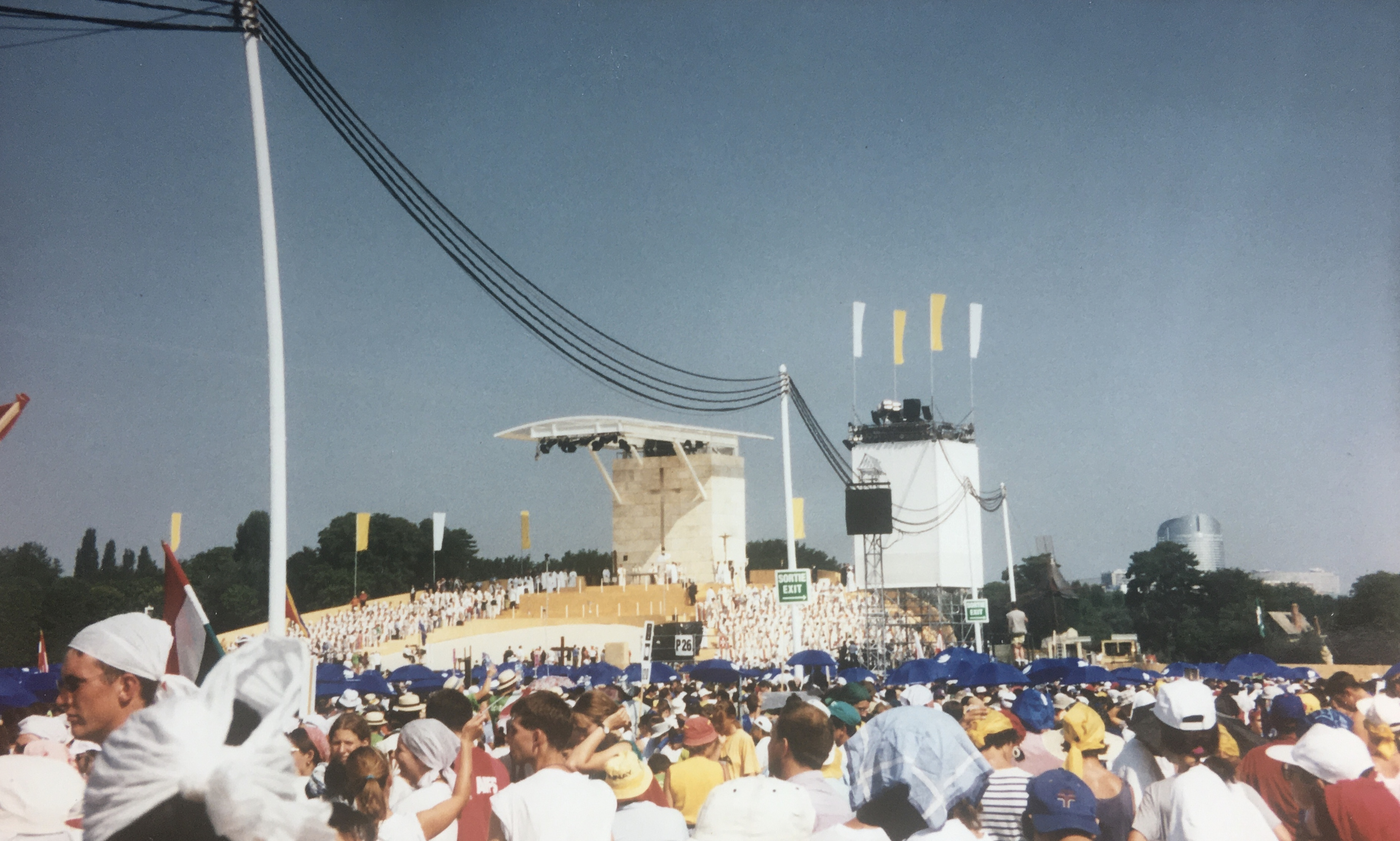
Světové dny mládeže 1997 v Paříži.

Světové dny mládeže 1997 byly celkově 8. celosvětovým setkáním mládeže pořádaným katolickou církví od roku 1984. Konaly se od 19. do 24. srpna 1997 v Paříži ve Francii. Heslem těchto světových dnů mládeže byl citát z Janova evangelia: Mistře, kde bydlíš? Pojďte a uvidíte! J 1, 38 (Kral, ČEP) Hymnou tohoto setkání byla píseň Maître et Seigneur (Mistr a Pán).
V roce 1997 bylo uskutečněno několik novinek. Pařížský arcibiskup kardinál Jean-Marie Lustiger umožnil pobyt mladých lidí v diecézích hostitelské země  a poprvé byla na tomto setkání provedena křížová cesta.
Závěrečnou mši sloužil papež Jan Pavel II. na hipodromu Longchamp a zúčastnilo se jí asi 1,2 miliónů lidí. Z České republiky do Paříže dorazilo na 2000 poutníků.